# Wired
Wired é uma revista estadunidense, de publicação mensal, com sede em San Francisco, Califórnia, que aborda questões envolvendo tecnologia, ciência, entretenimento, design e negócios, os seus diferentes sub tópicos e a respectiva influência na sociedade, cultura, economia e política.
A postura editorial original da Wired foi inspirada pelas ideias do teórico da mídia canadense Marshall McLuhan, creditado como o "santo-padroeiro" da revista nos primeiros colofões. Ao longo dos anos, a Wired tem despertado tanto admiração quanto antipatia por conta de seus princípios fortemente libertários, sua defesa entusiástica de tecno-utopias e seu layout por vezes experimental, com o uso de tintas fluorescentes e metálicas.
Entre 1998 e 2006, a Wired e a Wired News (publicada no Wired.com) tiveram donos diferentes. Todavia, em todo esse período, a Wired News continuou responsável pela republicação online do conteúdo da revista Wired devido a um acordo comercial feito quando a  Condé Nast comprou a revista (mas não o site). Em julho de 2006, a Condé Nast anunciou a compra do Wired News por US$ 25 milhões, reunificando as duas mídias.

### Wired UK
- (em inglês)-"Wired UK: what nearly happened", artigo sobre a ascensão e queda da Wired UK
- (em inglês)-"The short-lived Wired UK"